# Керженский Благовещенский монастырь
Ке́рженский Благове́щенский монасты́рь (Керженский Благовещенский скит) — единоверческий монастырь, располагавшийся на правом берегу реки Керженец в Семёновском уезде Нижегородской губернии. Основан в 1814 году иноком Тарасием как мужской старообрядческий скит. Был одним из известнейших и крупнейших Керженских старообрядческих скитов. В 1849 году скит переходит в единоверие и получает официальный статус монастыря. В 1908 году монастырь становится женским. Закрыт в 1920-е годы и впоследствии полностью разрушен.

## История

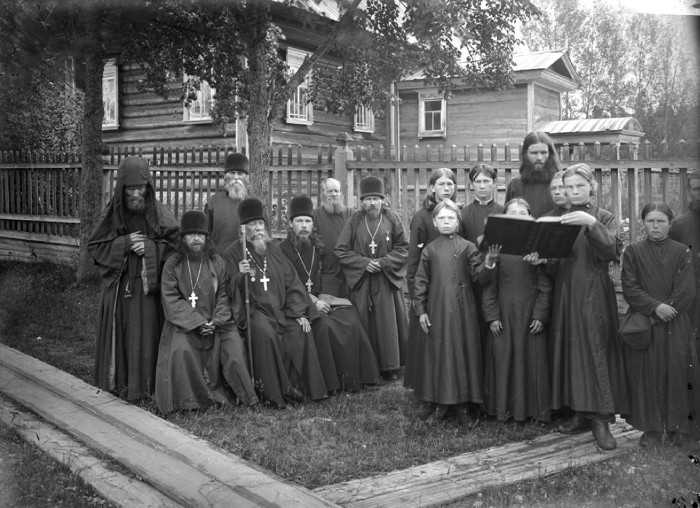
Группа монахов с настоятелем Филаретом в Благовещенском Керженском единоверческом скиту

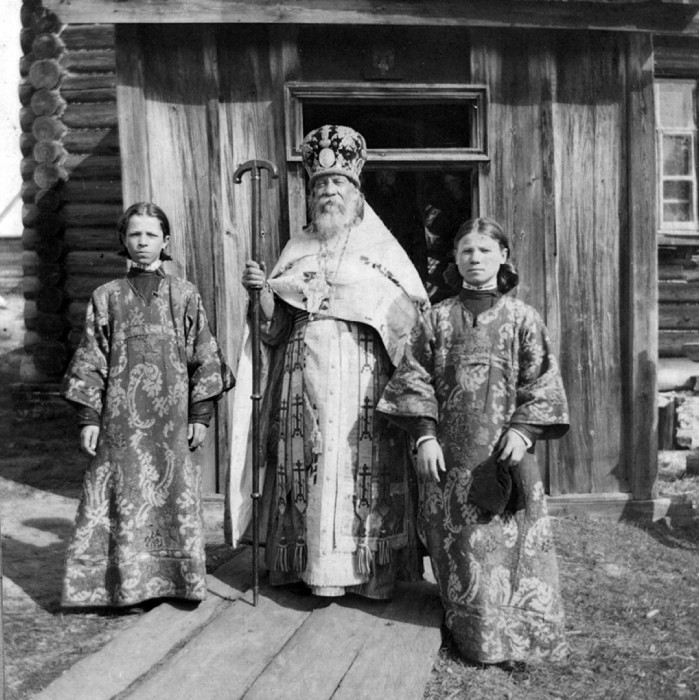
Архимандрит Филарет со стрихарными

В 1814 году, в возрасте 27 лет, инок Тарасий основал Благовещенский Керженский скит, расположившийся на правом берегу реки Керженец на территории Семёновского уезда Нижегородской губернии.
Несмотря на то, что в этой местности уже располагалось несколько старообрядческих Керженских скитов, Благовещенский скит вскоре приобрёл большую известность, и в него стали стекаться старообрядческие иноки.
В 1848 году, во времена борьбы со старообрядчеством при императоре Николае I, по поводу одного уголовного следствия скит был запечатан властями. К этому был причастен чиновник особых поручений министерства внутренних дел по искоренению церковного раскола Нижегородской губернии П. И. Мельников-Печерский. П. И. Мельников-Печерский, будучи знатоком и бытописателем старообрядческого раскола, нашёл подход, нужные слова и аргументы, чтобы убедить инока Тарасия перейти в единоверие.
И 1849 году скит был вновь открыт уже как Керженский Благовещенский единоверческий мужской монастырь (общежительный 3 класса), первым игуменом которого был всё тот же Тарасий. Часть бывшей братии также приняла единоверие и осталась в скиту, но большая часть разбрелась по другим старообрядческим скитам.
При игумене Тарасии, как и при его преемнике игумене Евгении (†1879), монастырь обстроился и разбогател, но при следующих двух настоятелях обитель пришла в упадок, от которого с трудом оправилась, тем более что тогда же от неё отошли заливные луга по Керженцу, которыми она до того владела на протяжении 10 вёрст.
В конце XIX века в этом монастыре было 3 храма и 25 иноков.
Тем не менее после смерти последнего настоятеля — архимандрита Филарета, в монастыре начались нестроения и иноки разошлись по другим обителям.
3 мая 1908 года Керженский Благовещенский мужской монастырь был преобразован в женский монастырь. И в него были переселены единоверческие монахини из ближайшего более бедного Осиновского единоверческого женского скита, находившегося в 55 верстах от города Семёнова.
Тогда в монастыре жило до сотни инокинь.
В годы гражданской войны и без того бедственное положение Керженского монастыря ещё более ухудшилось. Насельницы разбрелись кто куда, однако каменная Троицкая церковь продолжала действовать, служили службы, на которые собирались православные с окрестных сел и деревень. Закрыта была церковь по указанию «свыше» во второй половине 1930-х годов.
В 1945—1946 годах в монастырских строениях размещалась колония малолетних преступников. Колонисты разрыли все церковные подвалы и монастырские могилы в поисках креста, по преданию, оставленного в монастыре последним священником. В 1950-е годы колонию расформировали, а монастырские строения, оставшиеся без присмотра, были разобраны на хозяйственные нужды: красный кирпич красавицы-церкви пошёл на печи и фундаменты, брёвна и тёс — на сараи и дрова.
В июне 1997 года экспедицией Борского Центра детско-юношеского туризма и Большепикинской средней школы установлено точное местонахождение монастыря, на его месте возвышается памятный знак — крест с вырезанной надписью «Керженский монастырь».

## Настоятели
- архимандрит Тарасий Керженский (1814 — май 1866) — первый настоятель и устроитель монастыря (до своей кончины 10 августа 1876 года продолжал прямо или косвенно управлять монастырём);
- игумен Евгений (май 1866 — †1879)
- архимандрит Филарет (1880-е — 1904)
- Михаил (Панишев) (1904—1908)